# Cabeça do Cachorro

Carte montrant la frontière entre le Brésil et la Colombie, avec la Cabeça do Cachorro dans sa partie supérieure.

La région connue comme la Cabeça do Cachorro (ce qui signifie, en français, « Tête de chien ») est une zone située à l'extrême Nord-Ouest du Brésil, dans l'État d'Amazonas, jouxtant la section nord de la frontière entre le Brésil et la Colombie et — sur une plus courte longueur — la section occidentale de celle entre le Brésil et le Venezuela. Elle est dénommée ainsi parce que le dessin que fait le tracé de ces frontières ressemble à la tête d'un chien (avec la gueule ouverte vers la gauche). 
Le lieu possède plusieurs territoires indigènes. Il s'y trouve aussi, depuis le 23 mai 2005, une unité de la Force aérienne brésilienne (Força Aéra Brasileira, FAB), le détachement aéronautique de São Gabriel da Cachoeira (DASG).